# أندرياس أوملاند
أندرياس أوملاند (ولد عام 1967 في ينا، جمهورية ألمانيا الاتحادية) هو عالم سياسي يدرس التاريخ الروسي والأوكراني المعاصر بالإضافة إلى انتقالات النظام. وقد نشر مقالات عن اليمين المتطرف في فترة ما بعد الاتحاد السوفيتي، واللامركزية البلدية، والفاشية الأوروبية، والتعليم العالي ما بعد الشيوعية، والجغرافيا السياسية لأوروبا الشرقية، والقومية الأوكرانية والروسية، ونزاعات دونباس وشبه جزيرة القرم، وكذلك سياسات الجوار والتوسيع في الاتحاد الأوروبي. وهو خبير رفيع المستوى في المعهد الأوكراني للمستقبل في كييف وزميل باحث في المعهد السويدي للشؤون الدولية في ستوكهولم. ويعيش في كييف، ويعمل أستاذًا مساعداً في السياسة في الجامعة الوطنية لأكاديمية كييف موهيلا.  خلال فترة ما بين 2005-2014، شارك في إنشاء برنامج ماجستير جديد في الدراسات الألمانية والأوروبية تدار بشكل مشترك من قبل أكاديمية كييف موهيلا وجامعة ينا.

## سيرته
إريتش وينيرت الثانوية الخاصة للتحضير لدراسات  الروسية (Spezialoberschule zur Vorbereitung auf das Russischlehrerstudium, EWOS)  في ويسينبرغ خلال 1981-1985. ودرس الروسية والصحافة والتاريخ والسياسة في جامعة كارل ماركس في لايبزيغ في 1989-1990 (مترجم معتمد من الدولة\ Staatlich geprüfter Übersetzer)،
وجامعة برلين الحرة في 1990-1992 و 1994-1995 (معهد أوتو سور، العلوم السياسية دبلوم/  Diplom-Politologe)، جامعة أكسفورد في 1992-1994 (كلية سانت كروس، ماجستير في الفلسفة في الدراسات الروسية وأوروبا الشرقية) وجامعة ستانفورد خلال فترة ما بين 1996-1997 (ماجستير الآداب في العلوم السياسية (مع منح دراسية من مؤسسة فريدريش إيبرت، ووزارة الخارجية وشؤون الكومنولث، وخدمة التبادل الأكاديمي الألمانية (DAAD)، ومؤسسة المنح الأكاديمية الألمانية (ERP-Stipendienprogramm der Studienstiftung des Deutschen Volkes).
حصل على  درجة الدكتوراه (دكتوراه في الفلسفة) في التاريخ  في عام 1999 في جامعة برلين الحرة (معهد فريدريش مينيكي)  بأطروحة حول صعود فلاديمير جيرينوفسكي في السياسة الروسية (منحة NaFöG  لأرض برلين). حصل على درجة الدكتوراه (دكتوراه في الفلسفة) في السياسة  في عام 2008 في جامعة كامبريدج (كلية ترينيتي / كلية العلوم الاجتماعية والسياسية) بأطروحة حول «المجتمع الروسي غير المدني» في فترة ما بعد الاتحاد السوفيتي (منحة كورت هان).
وكان زميلًا في منظمة حلف شمال الأطلسي في معهد هوفر للحرب والثورة والسلام في ستانفورد خلال ما بين 1997-1999، وزميل Thyssen في مركز ويذرهيد للشؤون الدولية التابع ومركز ديفيس للدراسات الروسية خلال ما بين 2001-2002. كما قام بالتدريس بصفة محاضر زائر لمؤسسة بوش في مشروع للتربية المدنية في كلية العلاقات الدولية بجامعة ولاية أورال في يكاترينبرج خلال ما بين 1999-2001، وقسم العلوم السياسية في الجامعة الوطنية لأكاديمية كييف موهيلا في عام 2002 –2003. في الفترة من كانون الثاني (يناير) إلى كانون الأول (ديسمبر) 2004، كان محاضرًا مؤقتًا في الدراسات الروسية وأوروبا الشرقية في جامعة أكسفورد، وزميلًا في كلية سانت أنتوني أكسفورد. وكان أوملاند محاضرًا في خدمة التبادل الأكاديمي الألماني (DAAD) في معهد العلاقات الدولية بجامعة كييف شيفتشينكو خلال ما بين 2005-2008، وكذلك قسم العلوم السياسية في أكاديمية كييف موهيلا خلال ما بين 2010-2014. في الفترة من 2008 إلى 2010  كان أوملاند محاضرًا أول (Akademischer Rat) في تاريخ أوروبا الشرقية المعاصر في كلية الدراسات التاريخية والاجتماعية في الجامعة الكاثوليكية ل Eichstätt-Ingolstadtفي بافاريا، وخلال ما بين 2019-2021  كان أستاذًا مساعدًا (Lehrbeauftragter) في شؤون ما بعد الاتحاد السوفياتي في معهد العلوم السياسية في جامعة فريدريش شيلر في جينا.
في عام 2014، أصبح زميلًا أول في معهد التعاون الأوروبي الأطلسي (IEAS)
في كييف وفي عام 2019 هو كان زميلًا غير مقيم في مركز السياسة الأوروبية التابع لمعهد العلاقات الدولية (UMV) في براغ، وفي عام 2020 كان خبيراً أول في برنامج الدراسات الأوروبية والإقليمية والروسية التابع للمعهد الأوكراني للمستقبل (UIM) في كييف وكذلك زميل باحث في برنامج روسيا وأوراسيا التابع للمعهد السويدي الشؤون الدولية (UI) في ستوكهولم.

## عضوية
- مجلس أمناء مركز بوريس نيمتسوف الأكاديمي لدراسة روسيا في براغ،[16]
- مجلس إدارة COMFAS - الرابطة الدولية للدراسات الفاشية المقارنة في بودابست،[17]
- المجلس الاستشاري لمنظمة «الحقوق في روسيا» غير الحكومية في سومرست في المملكة المتحدة،
- مجلس مستشاري مركز أبحاث أندريه ساخاروف للتنمية الديمقراطية في كاوناس،[18]
- دائرة أصدقاء المنتدى الألماني الأوكراني «حوار كييف» في برلين،
- KomRex  مركز دراسات التطرف اليميني وتعليم الديمقراطية والتكامل الاجتماعي في جينا و[19]
- نادي فالداي للمناقشة في موسكو.[20]

## محرر
كان أوملاند مؤسسًا ومحررًا عامًا لسلسلة الكتب العلمية «السياسة والمجتمع السوفيتية وما بعد السوفيتية» (نُشرت عام 2004) وكذلك مؤسس ومجمع سلسلة الكتب «أصوات أوكرانية» (تم نشرها في عام 2019) بقلم ibidem-Verlag في شتوتغارت/هانوفر وتوزيع بواسطة مطبعة جامعة كولومبيا. وإنه محرر مشارك  منذ عام 2008، لمجلة الويب الروسية في بافاريا "Форум новейшей восточноевропейской истории и культуры"
)منتدى تاريخ وثقافة أوروبا الشرقية المعاصرة.(
وهو عضو في هيئة تحرير سلسلة كتب «استكشافات اليمين المتطرف»، و«مجلة السياسة والمجتمع السوفياتي وما بعد الاتحاد السوفيتي» و“Forum für osteuropäische Ideen- “und Zeitgeschichte (منتدى أفكار شرق أوروبا والمعاصرة التاريخ)
نشره ibidem-Verlag في شتوتغارت/هانوفر، «الفاشية: مجلة الدراسات الفاشية المقارنة» (بريل للنشر، ليدن، وNIOD ، أمستردام)، و«مجلة العلوم السياسية CEU»

(جامعة أوروبا الوسطى، بودابست)، وكذلك «مجلة الفكر والسياسة» (مؤسسة السياسات الجيدة، كييف). 